# Heinz Gerischer
Heinz Gerischer (* 31. März 1919 in Wittenberg; † 14. September 1994 in Berlin) war ein deutscher Chemiker.

## Leben und Wirken

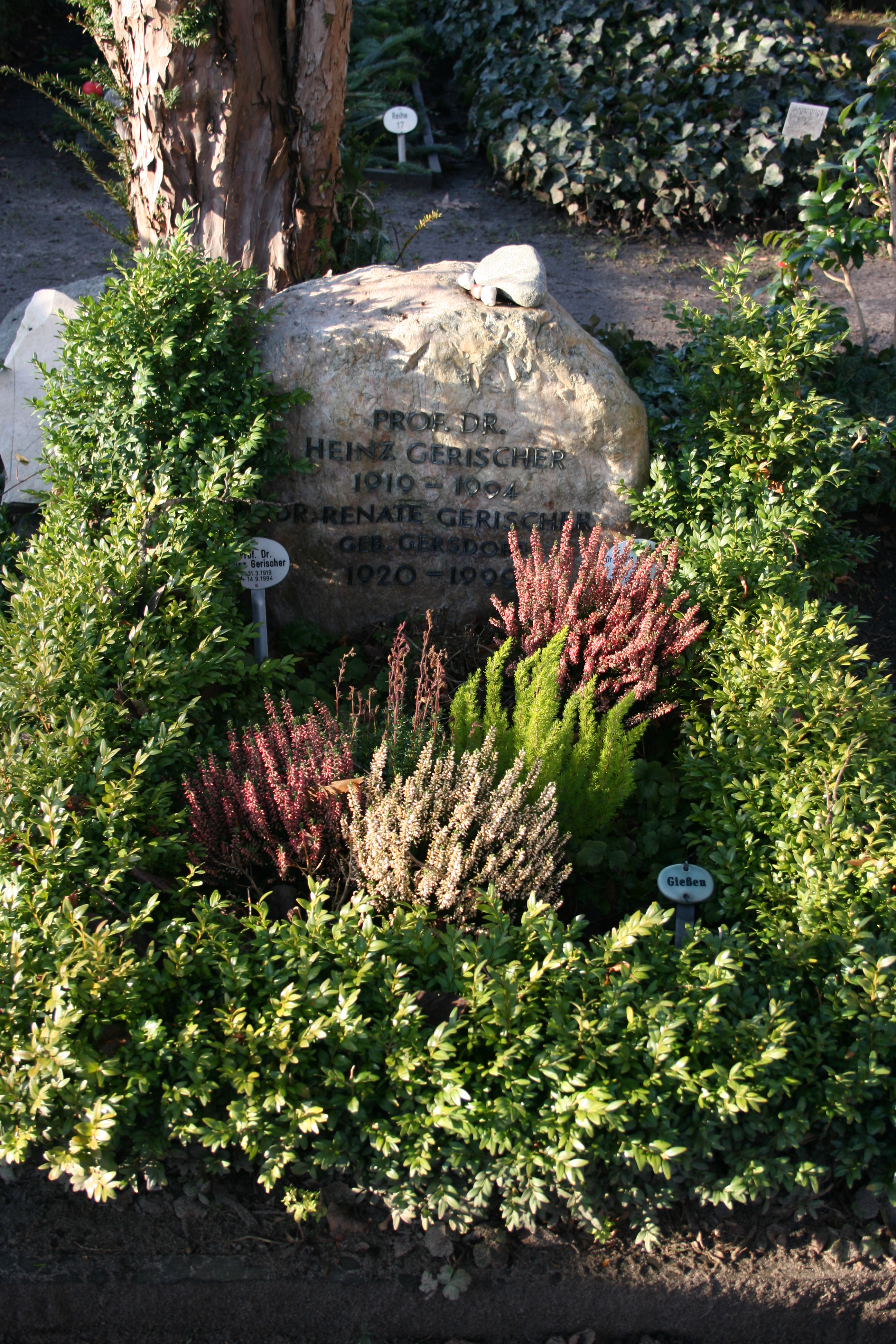
Gerischers Grab auf dem St.-Annen-Kirchhof in Berlin-Dahlem

Gerischer studierte in Leipzig Chemie und wurde 1946 mit der Dissertation Die periodischen Vorgänge bei der elektrolytischen Auflösung von Kupfer in Salzsäure bei Karl Friedrich Bonhoeffer promoviert. Er wechselte an die Berliner Humboldt-Universität und weiter an das damalige Göttinger Max-Planck-Institut für Physikalische Chemie. Später ging er an das Max-Planck-Institut für Metallforschung und 1956 als Dozent an die Universität Stuttgart. Dann folgte er 1962 einem Ruf an die Technische Universität München als Professor für Elektrochemie, 1964 übernahm er die Institutsleitung am dortigen Institut für Physikalische Chemie und Elektrochemie.
Im November 1969 wurde Heinz Gerischer zum Direktor des Fritz-Haber-Institutes der Max-Planck-Gesellschaft ernannt. Er übernahm die Abteilung Physikalische Chemie und entwickelte einen neuen Forschungsschwerpunkt auf dem Gebiet der Elektrochemie der Metalle und Halbleiter unter Einbeziehung photochemischer Effekte. Die Forschung an Festkörperoberflächen im Ultrahochvakuum und im Kontakt mit Gasen wurde verstärkt betrieben.
Aufbauend auf der schon von Max von Laue im Institut eingeführten Tieftemperatur-Technik wurde die Matrixisolationsspektroskopie als Forschungsgebiet aufgenommen, um an Atom-Clustern den Übergang zwischen Atom- und Festkörpereigenschaften zu studieren.
Im Jahr 1973 wurde Gerischer zum Mitglied der Leopoldina gewählt.
Heinz Gerischer war der Doktorvater des Nobelpreisträgers Gerhard Ertl, der ihm 1986 am Fritz-Haber-Institut nachfolgte, sowie Doktorvater von Dieter M. Kolb, der zu Gerischers Ehren das Gerischer-Symposium begründete.
Nach Heinz Gerischer ist der Heinz Gerischer Award der Europäischen Sektion der Electrochemical Society benannt, der 2003 erstmals verliehen wurde.